# SJ Z70
Les Z70 sont des locotracteurs exploités en Suède. 
Cette classe date des années 1960. Les locomotives seront reconstruites durant les années 1990 comme locotracteurs avec une vitesse maximale de 70 km/h.

## Histoire
Green Cargo vend une quarantaine de locomotives (incluant des modèles Z70) en juin 2015 à Nordic Re-Finance qui va les louer à d'autres entreprises. Les modèles vendues étaient ont été déclarés excédentaires par Green Cargo.